# WrestleMania 36
WrestleMania 36 was een tweedaagse en de 36ste professioneel worstel-pay-per-view (PPV) en WWE Network evenement van WrestleMania dat georganiseerd werd door WWE voor hun Raw, SmackDown en NXT brands en was voor de eerste keer verdeeld in 2 dagen. Het evenement werd opgenomen op 25 en 26 maart 2020 en werd uitgezonden op 4 en 5 april 2020. Op PPV werd het verkocht als individuele shows met beide een pakketdeal.

## Effect van het coronapandemie
Het evenement zou eigenlijk live plaats vinden op 5 april 2020 in het Raymond James Stadium in Tampa, Florida. Tot dat alle programmering werd verplaatst naar het Performance Center door het coronaviruspandemie zonder publiek en met beperkt personeel. De invloed van het pandemie had nog meer effect op het evenement. Raw, SmackDown & 205 Live bleven nog uitgezonden op het Performance Center tot augustus 2020. In augustus 2020 onthulde WWE de ThunderDome in het Amway Center met virtueel publiek. Op 19 november 2020, kondigde WWE aan dat Raw, Smackdown en aankomende pay-per-view evenementen worden verplaatst naar Tropicana Field in Saint Petersburg, Florida en neemt het ontwerp van de ThunderDome mee op 11 december 2020. 205 Live begonnen hun opnames te maken met NXT. De afleveringen van NXT werden uitgezonden in het Fail Sail University in Winter Park, Florida tot oktober 2020 en ging terug naar het Performance Center dat werd omgebouwd naar het Capitol Wrestling Center (CWC), een vergelijking naar het Capitol Wrestling Corporation. WWE had vele contracten ontbonden wegens budgetverlaging door het pandemie. Hieronder vielen ook werknemers van WWE, scheidsrechter Mike Chioda en voormalig MMA-vechter Cain Velasquez.

## Matches
| Nr. | Match                                                                            | Winnaar(s)                     | Opmerkingen                                                              | Bron  |
| --- | -------------------------------------------------------------------------------- | ------------------------------ | ------------------------------------------------------------------------ | ----- |
| 1P  | Cesaro vs. Drew Gulak                                                            | Cesaro                         | Eén-op-één match.                                                        | [ 9 ] |
| 2   | Alexa Bliss & Nikki Cross vs. The Kabuki Warriors (Asuka & Kairi Sane) (c)       | Alexa Bliss & Nikki Cross (nc) | Tag team match voor het WWE Women's Tag Team Championship.               | [ 9 ] |
| 3   | Elias vs. King Corbin                                                            | Elias                          | Eén-op-één match.                                                        | [ 9 ] |
| 4   | Becky Lynch (c) vs. Shayna Baszler                                               | Becky Lynch                    | Eén-op-één match voor het WWE Raw Women's Championship.                  | [ 9 ] |
| 5   | Sami Zayn (c) (met Shinsuke Nakamura & Cesaro) vs. Daniel Bryan (met Drew Gulak) | Sami Zayn                      | Eén-op-één match voor het WWE Intercontinental Championship.             | [ 9 ] |
| 6   | John Morrison (c) vs. Jimmy Uso vs. Kofi Kingston                                | John Morrison                  | Triple Threat Ladder match voor het WWE SmackDown Tag Team Championship. | [ 9 ] |
| 7   | Kevin Owens vs. Seth Rollins                                                     | Kevin Owens                    | No Disqualification Match.                                               | [ 9 ] |
| 8   | Braun Strowman vs. Goldberg (c)                                                  | Braun Strowman (nc)            | Eén-op-één match voor het WWE Universal Championship.                    | [ 9 ] |
| 9   | The Undertaker vs. AJ Styles (met Luke Gallows & Karl Anderson)                  | The Undertaker                 | Boneyard match.                                                          | [ 9 ] |

| Nr. | Match                                                                                                   | Winnaar(s)           | Opmerkingen                                                                | Bron  |
| --- | --- | -------------------- | -------------------------------------------------------------------------- | ----- |
| 1P  | Liv Morgan vs. Natalya                                                                                  | Liv Morgan           | Eén-op-één match.                                                          | [ 9 ] |
| 2   | Charlotte Flair vs. Rhea Ripley (c)                                                                     | Charlotte Flair (nc) | Eén-op-één match voor het NXT Women's Championship.                        | [ 9 ] |
| 3   | Aleister Black vs. Bobby Lashley                                                                        | Aleister Black       | Eén-op-één match.                                                          | [ 9 ] |
| 4   | Otis vs. Dolph Ziggler (met Sonya Deville)                                                              | Otis                 | Eén-op-één match.                                                          | [ 9 ] |
| 5   | Edge vs. Randy Orton                                                                                    | Edge                 | Last Man Standing match.                                                   | [ 9 ] |
| 6   | The Street Profits (Angelo Dawkins & Montez Ford) (c) vs. Angel Garza & Austin Theory (met Zelina Vega) | The Street Profits   | Tag Team match voor het WWE Raw Tag Team Championship.                     | [ 9 ] |
| 7   | Bayley (c) vs. Lacey Evans vs. Naomi vs. Sasha Banks vs. Tamina                                         | Bayley               | Fatal 5-Way Elimination match voor het WWE SmackDown Women's Championship. | [ 9 ] |
| 8   | "The Fiend" Bray Wyatt vs. John Cena                                                                    | Bray Wyatt           | Firefly Fun House match.                                                   | [ 9 ] |
| 9   | Drew McIntyre vs. Brock Lesnar (c) (met Paul Heyman)                                                    | Drew McIntyre (nc)   | Eén-op-één match voor het WWE Championship.                                | [ 9 ] |
| 10D | Drew McIntyre (c) vs. Big Show                                                                          | Drew McIntyre        | Eén-op-één dark match voor het WWE Championship.                           | [ 9 ] |